# Cattedrali nelle Samoa Americane
Questa è una lista delle cattedrali delle Samoa Americane.

## Cattedrali cattoliche
| Cattedrale                            | Arcidiocesi o Diocesi      | Località | Dedicazione             |
| ------------------------------------- | -------------------------- | -------- | ----------------------- |
| Cattedrale della Sacra Famiglia       | Diocesi di Samoa-Pago Pago | Tafuna   | Sacra Famiglia          |
| Cattedrale di San Giuseppe Lavoratore | Diocesi di Samoa-Pago Pago | Fagatogo | San Giuseppe Lavoratore |